# Louis Grootaërs
Pour les articles homonymes, voir Grootaërs.
Louis Grootaërs, né le 2 octobre 1788 à Malines (Belgique) et mort le 26 août 1867 à Nantes (Loire-Atlantique), est un sculpteur belge.

## Biographie
Il se fixe à Nantes en épousant en 1814 la fille du sculpteur Pierre-Jean-François Donon.
Spécialisé dans la création d'œuvres d'art religieuses, Louis Grootaërs est le père du sculpteur Guillaume Grootaërs qui travaille avec lui dans l'atelier familial à Nantes.
Il réalise le bas-relief en marbre de l'autel de la chapelle de Saint-Félix de Nantes.
En 1813, les autorités ecclésiastiques font effacer la devise « Liberté, Égalité, Fraternité » inscrite, un quart de siècle plus tôt, sur le tympan du grand portail de la cathédrale Saint-Pierre-et-Saint-Paul de Nantes. Celui-ci est décoré d'une rosace géométrique. Plus tard, Louis Grootaërs érige la statue de saint Pierre contre le trumeau, sous un dais.
Entre 1825 et 1829, il travaille sur les sculptures des chapiteaux et de l'ensemble du mobilier liturgique de l'église Saint-Louis de La Roche-sur-Yon.
Entre 1841 et 1843, lors du percement du passage Pommeraye, Grootaërs réalise la décoration de la verrière. Celle-ci est divisée en quatre parties égales par des arcades ornées de stucs représentant des paradisiers et des lianes enchevêtrées.
Grootaërs meurt à Nantes en 1867, et est enterré au cimetière La Bouteillerie.

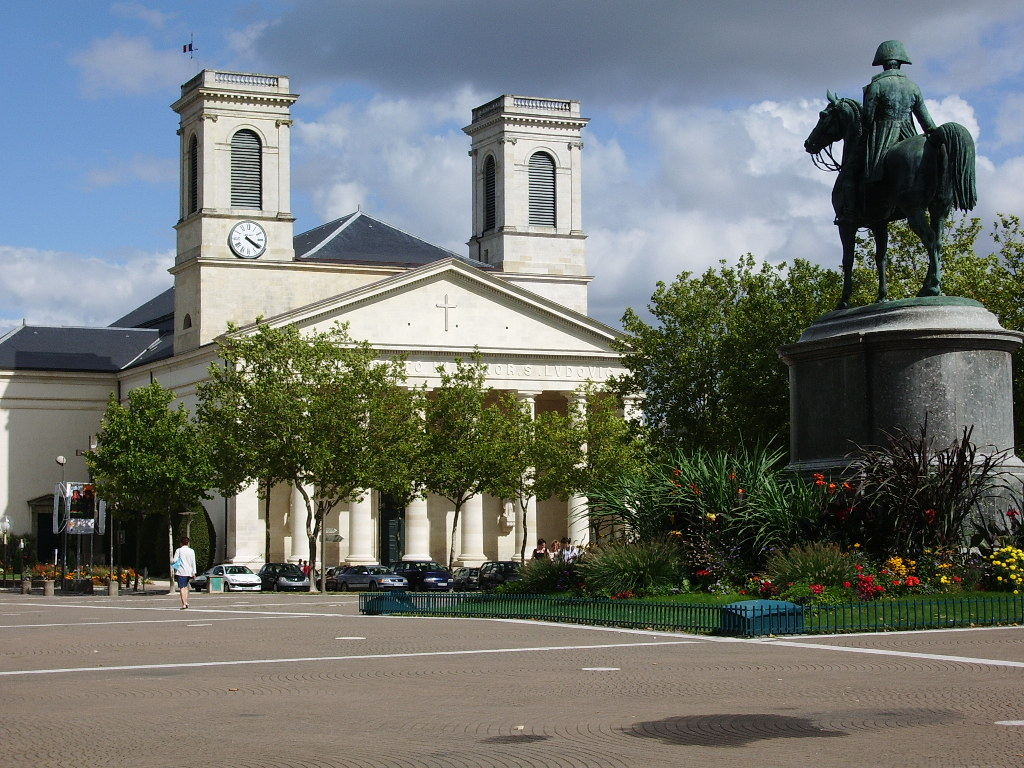
L'église Saint-Louis de La Roche-sur-Yon
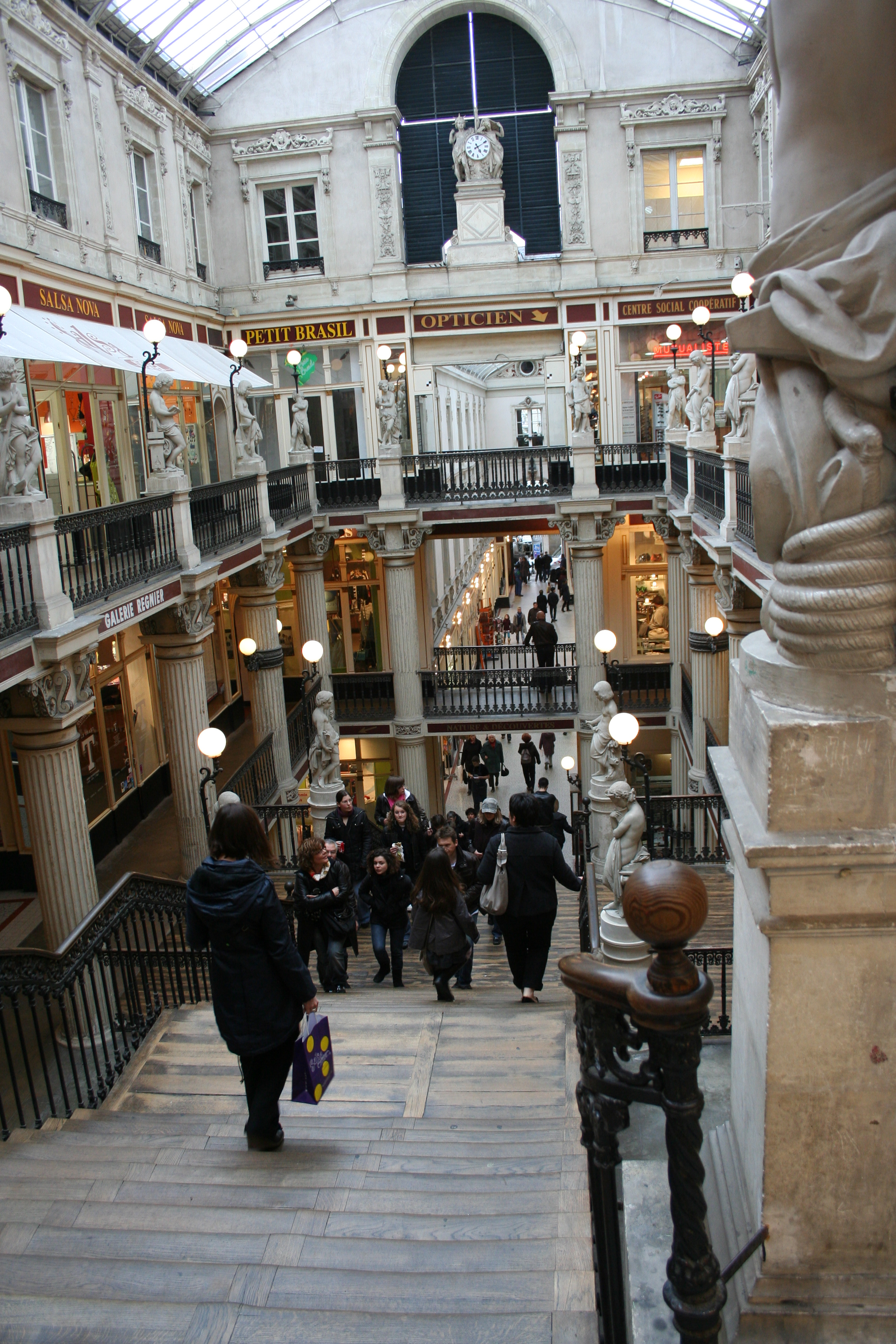
Le passage Pommeraye à Nantes
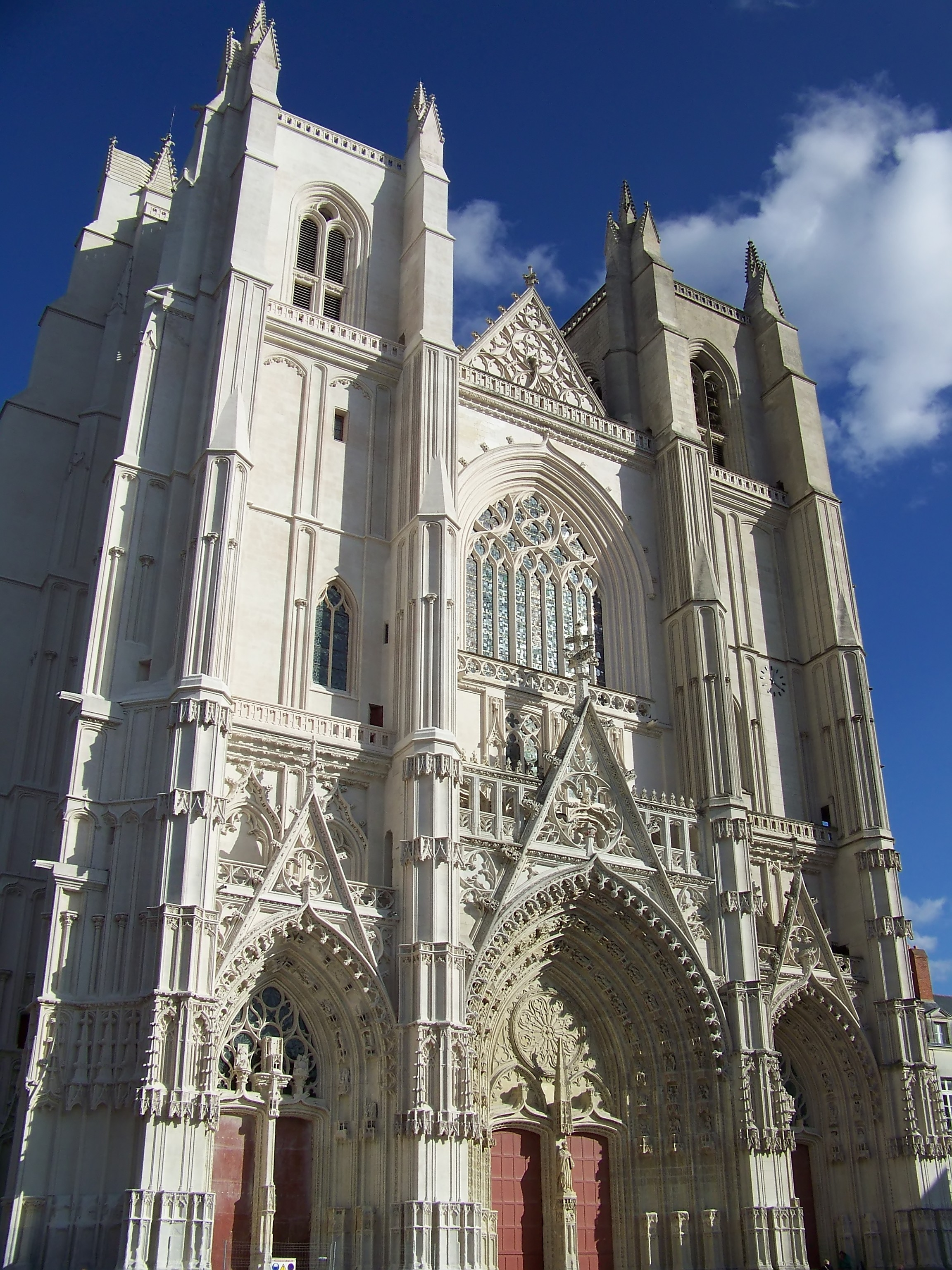
Façade et grand tympan de la Cathédrale de Nantes